# آرثر مورغان (سياسي أسترالي)
آرثر مورغان (بالإنجليزية: Arthur Morgan)‏ هو سياسي أسترالي، ولد في 19 سبتمبر 1856 في وارويك في أستراليا، وتوفي في 20 ديسمبر 1916 في أستراليا. انتخب Speaker of the Legislative Assembly of Queensland ‏ وانتخب عضو المجلس التشريعي ولاية كوينزلاند عن دائرة Electoral district of Warwick ‏ (18 يوليو 1887 – 4 أبريل 1896) وانتخب Premier of Queensland ‏ (17 سبتمبر 1903 – 19 يناير 1906).